# Гога Секулић
Гордана „Гога” Секулић (Пљевља, 27. фебруар 1977) српска је певачица.

## Биографија
Рођена је 27. фебруара 1977. у српској породици у Пљевљима. Уписала је гимназију, али се пребацила у средњу туристичку школу коју је завршила.
Први албум је снимила 2000. године где је са песмом Љубавница освојила естраду, а 2001. песмом И лепша и боља постаје још успешнија. Трећи албум је издала за Gold music, док четврти за Сити рекордс на којем се налази и дует Буди ту са Шаком Полументом. После четири успешна албума, Гога Секулић је издала 2006. године албум „Гаћице“ где се налазе две песме провокативних текстова Гаћице и Секси бизнисмен. Запажене су биле и песме Твоје очи (дует са Османом Хаџићем) и Може, може. Била је и учесница Великог Брата ВИП, 2007. У јулу 2008. године је издала свој најновији албум којем је дала назив Златна кока на којем се налазе песме као што су Златна кока, Месечар, Казаљке, Девојке, девојке и друге. Певачица је 2011. издала албум Ја сам пробала све са којег се издвојила песма Мушка лутка. Само пар месеци касније објављује песму Вуче лопове са Јасмином Јусићем, која бележи вишемилионске прегледе.
У мају 2013. се удала за Игора Рамовића који је после два месеца преминуо од рака панкреаса. У априлу 2014. Секулићева се појавила на Пиковом фестивалу са песмом Рекорд сам оборила те се пласирала у финале такмичења. Песма је забележила велики успех и по броју прегледа на сајту Јутуб-у ушла је у топ 3. Након албума Поново рођена који је слабо прошао код публике, Гога Секулић је одлучила да се пријави на други Пинков фестивал са песмом Да на тебе не личи. Гога Секулић је велику пажњу скренула на себе у познатом ријалитију Фарма у 6. сезони, својим учешћем, ушла је са тајним задатком, а ријалити је напустила у рекордном року за непуних 24 сата, била је дисквалификована због физичког насиља.
Од 2016, Гога Секулић је одлучила да избацује синглове од којих се издвајају летњи хит Лото девојка (дует са МС Деспо), затим Ред и закон (дует са Цобијем), Кризе (дует са Милетом Китићем) и остале. Године 2019, снимила је ремикс за песму Секси бизнисмен. Гога Секулић се удала крајем 2016. године за Уроша Домановића са има сина Андреј Василија који је рођен 2018. године. Живи на релацији Цирих — Београд.

## Дискографија
Студијски албуми
- Љубавница (2000)
- И лепша и боља (2001)
- Опасно по живот (2002)
- По закону (2003)
- Гаћице (2006)
- Златна кока (2008)
- Ја сам пробала све (2011)
- Поново рођена (2014)
- Психологија (2024)

## Видеографија
| Видеоспот                | Година | Режисер                    |
| ------------------------ | ------ | -------------------------- |
| Љубавница                | 2000   | —                          |
| Лепша и боља             | 2001   | Дејан Милићевић            |
| Губим контролу           | 2002   | Дејан Милићевић            |
| Боле љубави              | 2003   | —                          |
| Гаћице                   | 2006   | Дејан Милићевић            |
| Секси бизнисмен          | 2006   | Дејан Милићевић            |
| Девојке, девојке         | 2008   | —                          |
| Немам даха               | 2009   | Алесио Мартино,Романо Роси |
| Катастрофа               | 2009   | Дејан Милићевић            |
| Мушка лутка              | 2011   | Дејан Милићевић            |
| Вуче, лопове             | 2011   | Дејан Милићевић            |
| Рекорд сам оборила       | 2014   | Дејан Милићевић            |
| Број                     | 2014   | Дејан Милићевић            |
| Ја хоћу све              | 2014   | Дејан Милићевић            |
| Овај град                | 2015   | TOXIC ENTERTAINMENT        |
| Мокра и знојава          | 2016   | Дејан Милићевић            |
| Лото девојка             | 2016   | Андреј Илић                |
| По живот опасни          | 2016   | Silver Production          |
| Безобразна               | 2016   | SILVER                     |
| Ред и закон              | 2017   | Борис Зец                  |
| Дечко мој                | 2017   | Јасмин Пивић               |
| Кризе                    | 2017   | Дејан Милићевић, Ljubba    |
| Божић                    | 2017   | Горан Матијевић            |
| Lambo                    | 2018   | Nloflowvideos              |
| Хотел                    | 2018   | Борис Зец                  |
| Секси бизнисмен (ремикс) | 2019   | Nloflowvideos              |
| Корлеоне                 | 2019   | Vienna Outlawz             |
| Девојка на лошем гласу   | 2019   | TOXIC ENTERTAINMENT        |
| Проблем                  | 2020   | Дејан Милићевић            |
| Balkan Baby              | 2021   | Борис Зец                  |
| Анамнеза                 | 2022   | Дејан Милићевић            |
| Зла копија               | 2022   | Игор Жећевић               |
| Бивши у проблему         | 2023   | Дејан Милићевић            |
| Нова година              | 2023   | DOUBLEM                    |
| Гусле дједове            | 2024   | Дејан Милићевић            |
| Вечерас                  | 2024   | Дејан Милићевић            |
| Криминал                 | 2025   | TOXIC ENTERTAINMENT        |